# Усадор
Усадор (коми Усадор) — посёлок в городском округе Усинск Республики Коми России.

## История
Основан в 1975 году. Название с языка коми переводится как «возле (реки) Уса». С 1984 года являлся центром Усадорского сельсовета.

## География
Посёлок находится в северной части Республики Коми, в пределах Печорской низменности, к востоку от реки Болбанъель (правый приток реки Усы), к северу от города Усинска, административного центра района.
Климат
Климат характеризуется как умеренно континентальный, с продолжительной морозной многоснежной зимой и коротким прохладным летом. Средняя температура воздуха самого тёплого месяца (июля) составляет 15,7 °C; самого холодного (января) — −17,3 °C. Среднегодовое количество атмосферных осадков составляет 540 мм. Снежный покров держится в течение 200—220 дней в году.
Часовой пояс
Усадор, как и вся Республика Коми, находится в часовой зоне МСК (московское время). Смещение применяемого времени относительно UTC составляет +3:00.

## Население
| 2010 |
| ---- |
| 266  |

Гендерный состав
По данным Всероссийской переписи населения 2010 года в гендерной структуре населения мужчины составляли 47,4 %, женщины — соответственно 52,6 %.
Национальный состав
Согласно результатам переписи 2002 года, в национальной структуре населения русские составляли 70 % из 378 чел.

## Улицы
Уличная сеть посёлка состоит из десяти улиц.